# Фрацано
Фрацано (итал. Frazzanò) је насеље у Италији у округу Месина, региону Сицилија.
Према процени из 2011. у насељу је живело 732 становника. Насеље се налази на надморској висини од 541 м.

## Становништво
Према резултатима пописа становништва 2011. у општини је живело 755 становника.
| 1936. | 1951. | 1961. | 1971. | 1981. | 1991. | 2001. | 2011. |
| ----- | ----- | ----- | ----- | ----- | ----- | ----- | ----- |
| 1.394 | 1.397 | 1.424 | 1.315 | 1.271 | 1.203 | 959   | 755   |